# Нововасилевский сельский совет (Бердянск)
Нововасилевский сельский совет (укр. Нововасилівська сільська рада) — входит в состав
Бердянского городского совета
Запорожской области
Украины.
Административный центр сельского совета находится в 
с. Нововасилевка.

## История
- 1800 — дата образования.

## Населённые пункты совета
- с. Нововасилевка
- с. Роза
- пос. Шёлковое